# Trifini Xina-Corea del Nord-Rússia

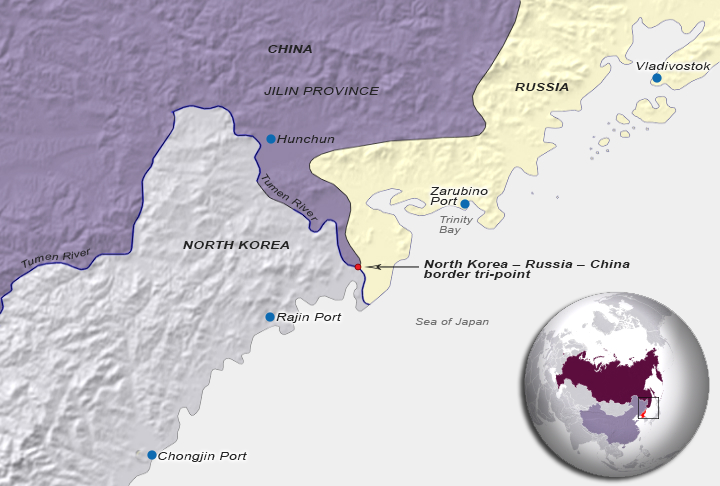
Mapa del trifini

El trifini Xina-Corea del Nord-Rússia és el trifini on fan intersecció la frontera entre la Xina i Rússia i la frontera entre Rússia i Corea del Nord. El trifini es troba al riu Tumànnaia a uns 500 metres d'amunt del Pont de l'Amistat Corea-Rússia i s menys de 2000 metres del poblat rus de Khassan.

## Marcadors
Tres marcadors de frontera de granit s'especifiquen en el tractat de 1985 que defineix el trifini que és "una recta que corre per la perpendicular del signe fronterer núm. 423 a la frontera estatal entre Rússia i la Xina fins a la línia del centre del canal principal del riu Tumannaya entre els dos bancs del riu."
- Marcador fronterer n. 423, frontera Rússia–Xina (tractat número 1; marge esquerre) - 42° 25′ 10.2″ N, 130° 38′ 17.7″ E / 42.419500°N,130.638250°E (Pyongyang datum)
- Marcador Corea (tractat número 2; marge dret) - 42° 24′ 59.5″ N, 130° 38′ 06.5″ E / 42.416528°N,130.635139°E
- Marcador Rússia (tractat número 3; marge esquerra) - coordenades a modificar

## Descripció
La frontera terrestre entre Rússia i Corea del Nord corre al llarg del riu Tumànnaia i a l'estuari, mentre que la frontera marítima separa les aigües territorials dels dos països. al Mar del Japó.
El principal tractat fronterer es va signar el 17 d'abril de 1985. Un tractat separat i trilateral especifica la posició del trifini entre la Xina, Corea del Nord i Rússia. Les fronteres de Corea del Nord amb Rússia i amb la Xina corren al llarg del riu Tumànnaia, mentre que la frontera entre la Xina i Rússia s'aproxima al punt d'unió terrestre al nord. Atès que el trifini teòric es troba al mig del riu, on no seria pràctic instal·lar una fita fronterera, l'acord estableix que els tres països instal·len fites frontereres a la riba del riu i que es determinarà la posició del trifini pel que fa a aquestes fites).
La unitat administrativa en el costat rus de la frontera és el Districte de Khasansky del krai de Primórie; a la part coreana, és la ciutat de Rason. El principal pas fronterer a la zona és Peschanaya.

### Línia de frontera versus zona fronterera
La interpretació de diversos tractats pot significar que existeix una "zona fronterera" de la Xina-Corea del Nord al riu (o fins i tot un condomini internacional). En aquest cas, el trifini no seria un punt en què es reuneixi el territori sobirà dels tres països.